# Siegbert Witkowski
Siegbert Witkowski (* 30. Oktober 1927) ist ein deutscher Physiker, der sich mit Anwendungen von Lasern in der Plasmaphysik befasst.
Witkowski machte 1954 sein Diplom an der Christian-Albrechts-Universität Kiel in Physik und wurde 1958 promoviert. Damals befasste er sich mit Plasmen aus Lichtbögen. 1966/67 war er Professor am Space Institute der University of Tennessee. Ab 1970 war er Mitglied des Max-Planck-Instituts für Plasmaphysik in Garching. Witkowski war 1976 Gründungsmitglied der Max-Planck-Gruppe für Laserforschung am damaligen Max-Planck-Institut für Plasmaphysik und 1981 einer der drei Gründungsdirektoren am Max-Planck-Institut für Quantenoptik. Dort leitete er die Abteilung Laserplasmen bis zu seiner Emeritierung 1993.

## Schriften
- Laser Kernfusion, Physik in unserer Zeit 1970, S. 147
- X-rays from laser produced plasmas, Z. Wang, Z. Xu International Symposium on Laser-Plasma Interaction, Proc. SPIE, Band 1928, 1993, S. 180–189